# Wiszkuńce
Wiszkuńce (lit. Viškūnai) − wieś na Litwie, w gminie rejonowej Soleczniki, 6 km na północ od Ejszyszek, zamieszkana przez 39 osób. Przed II wojną światową w Polsce, w powiecie lidzkim województwa nowogródzkiego.